# Nicholas Georgescu-Roegen
Nicholas Georgescu-Roegen (Constanţa, Romênia, 4 de fevereiro  de 1906 - Nashville, Tennessee, 30 de outubro de 1994) foi um matemático e  economista heterodoxo romeno cujos trabalhos resultaram no conceito de decrescimento econômico. É considerado como o fundador da bioeconomia (ou economia ecológica). 
Graduado em Estatística pela Universidade de Paris, exerceu importantes cargos públicos em seu país. Em 1946 emigrou para os Estados Unidos, onde já havia estudado com Joseph Schumpeter, que o direcionou para os estudos de economia.
Foi professor de economia na Universidade Vanderbilt, em Nashville, Tennessee. Sua obra principal é The Entropy Law and the Economic Process, publicada em 1971. Nesse livro, com base na segunda lei da termodinâmica, a lei da entropia, Georgescu-Roegen aponta para a inevitável degradação dos recursos naturais em decorrência das atividades humanas. Criticou os economistas liberais neoclássicos por defenderem o crescimento econômico material sem limites, e desenvolveu uma teoria oposta e extremamente ousada para a época: o decrescimento econômico.. 